# 통학

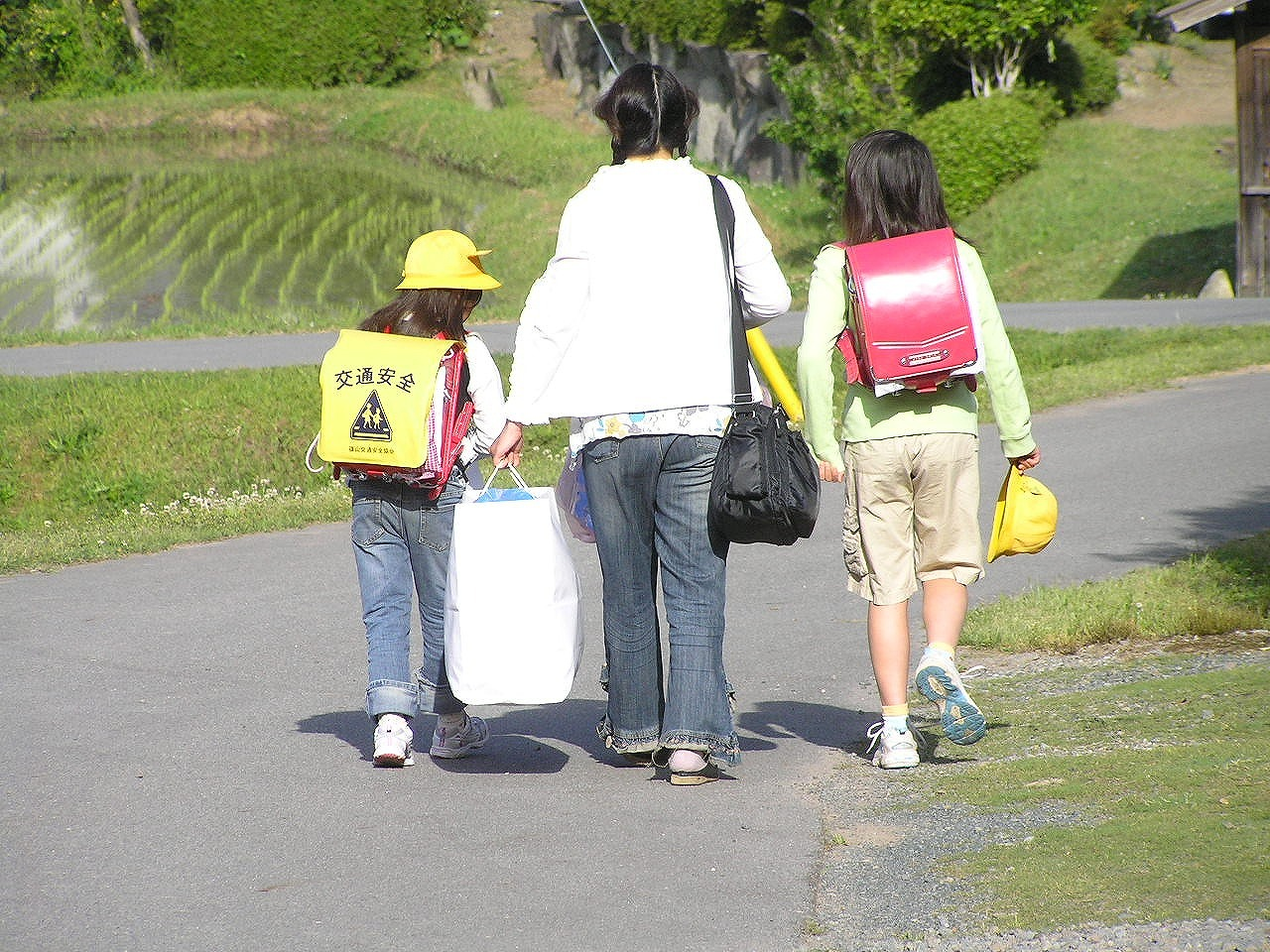
통학 풍경

통학(通學)은 학생이 학교에 가거나 학교에서 돌아오는 걸 뜻한다. 등하교(登下校)라고도 한다.

## 교통 수단
- 도보 - 학교에서 집까지 근거리의 경우 이용.
- 버스 - 학교에서 집까지 중·원거리의 경우 이용. 통학 버스라는 것도 있다.
- 지하철 - 학교에서 집까지 중·원거리의 경우 이용.
- 선박 - 바다·호수·강·하천 등을 건너 통학하는 경우에 이용. 도서 지역에 선박을 이용한 통학이 많다.
- 자전거 - 학교에서 집까지 근·중거리의 경우 이용.
- 오토바이 - 학교에서 집까지 원거리의 경우 이용. 금지되어 있는 학교가 대부분이다.
- 자동차 - 학교에서 집까지 원거리의 경우 이용.
- 택시 - 택시는 멀리에서 학교 가고 오는 학생들을 위해 이용. 공사 중일 때는 이용 금지이다.

## 통학로
통학로(通學路)는 학교에서 집까지의 길이다. 학교 인근을 중심으로 자동차 통행 금지가 되어있는 통학로도 있다.

## 통학 시간
통학 시간(通學時間)은 통학하는 데 걸리는 시간이다. 통학 시간은 가정과 학교 위치마다 다르며 거리 따라 1분에서 1시간까지도 차이가 난다. 보통 학교는 등하교 때가 정해져 통학 시간은 소요 시간으로 가름한다. 또 하교 시간은 보충 수업과 방과 후 활동 따위로 달라지기도 한다. 버스나 지하철 같은 대중교통을 이용하면 러시아워가 겹칠 수 있다.

## 같이 보기
- 통학 버스
- 등교 거부